# Kimberly Matula
Pour les articles homonymes, voir Kimberly et Matula.
Kimberly Matula, née Kimberly Marie Matula 23 août 1988 à Fort Worth, est une actrice américaine. Depuis 2010, elle interprète le personnage de Hope Logan dans la série télévisée Amour, Gloire et Beauté. En 2014, la production annonce que l'actrice quitte la série, cependant n'exclut pas un retour ultérieur possible.
Kim sort avec l'acteur Ben Goldberg depuis décembre 2012

## Filmographie

### Cinéma
- 2000 : Détective Conan : Mémoire assassine  de Kenji Kodama : Melanie (Voix).
- 2006 : Savage Spirit  de Cory Turner : Megan (Court-métrage).
- 2010 : Crown thy Good de Nathan James : Claire.
- 2010 : Spilt Milk de Cory Turner : Sabrina.
- 2010 : Cool Wheels de Jonny Cruz : Stacy McFuggins (Court-métrage).
- 2011 : I'm a Soap Star de Michele Kanan : Mère (Court-métrage).
- 2013 : Dinosaur Experiment de Dan Bishop : Josie Hutchens.
- 2014 : Stranded de Daniel Petrie Jr. : Donna.
- 2015 : Maybe Someday de Ryan Moulton : Lacey.
- 2015 : Broken Strings de Robert Adamson : Wind / Heidi Lewis.
- 2019 : Une famille sur le ring (Fighting with My Family) de Stephen Merchant : Jeri-Lynn
- 2022: coup de foudre pour l'esprit de Noël de Rich Newey
- 2024 : Saturday Night de Jason Reitman : Jane Curtin

### Télévision

#### Téléfilm
- 2008 : Une taille de reine (téléfilm) de Peter Levin : Tara (Téléfilm).
- 2023 : Un Noël  givré (téléfilm) de Kevin Fair : Ashley

#### Série télévisée
- 2008 : Pink (série télévisée, 8 épisodes) de Blake Calhoun : College Nate / Bunny
- 2009 : How I Met Your Mother (série télévisée, 1 épisode) de Carter Bays et Craig Thomas : Girl #1
- 2010 : Exposed (série télévisée, 7 épisodes) de Blake Calhoun : Gail
- 2011 : The Defenders (série télévisée, 1 épisode) de Kevin Kennedy et Niels Mueller : Mia
- 2010 - 2014 : Amour, Gloire et Beauté (série télévisée) de William J. Bell et Lee Phillip Bell : Hope Logan
- 2016 : UnREAL (série télévisée, 10 épisodes) de Marti Noxon : Tiffany
- 2018 : LA to Vegas (série télévisée, 15 épisodes) de Lon Zimmet : Ronnie
- 2024 : NCIS : Enquêtes spéciales : Agent Rose (saison 21, épisode 1)

## Distinctions

### Nominations
- 2013 : Gold Derby Awards de la meilleure jeune actrice dans une série télévisée dramatique pour Amour, Gloire et Beauté
- Daytime Emmy Awards 2014 : Meilleure jeune actrice dans une série télévisée dramatique pour Amour, Gloire et Beauté

## Voix françaises
- Chloé Berthier dans les séries télévisées :

- - True blood Sookie Stackhouse
  - Amour, Gloire et Beauté
  - UnREAL
  - Rosewood
  - LA to Vegas
- Véronique Picciotto dans Une taille de reine
- Claire Tefnin dans Une famille sur le ring